# Pradilla de Ebro
Pradilla de Ebro è un comune spagnolo di 628 abitanti situato nella comunità autonoma dell'Aragona.